# Crocoparc Agadir
Crocoparc Agadir est le premier parc zoologique de crocodiles au Maroc, ouvert en mai 2015 dans la banlieue d'Agadir. Il abrite 325 crocodiles du Nil (Crocodylus niloticus) au sein d'un jardin botanique s'étendant sur environ 4 hectares.
Depuis son ouverture, Crocoparc abrite de nouvelles espèces animales, des tortues géantes (Centrochelys sulcata), des iguanes verts (Iguana iguana), des pythons géants (Malayopython reticulatus), des anacondas (Eunectes murinus), des ouistitis à pinceaux blancs (Callithrix jacchus).
Le parc se trouve en périphérie d'Agadir, sur la commune de Drargua, le long de la route nationale 8 en direction de Marrakech.

## Sa conception

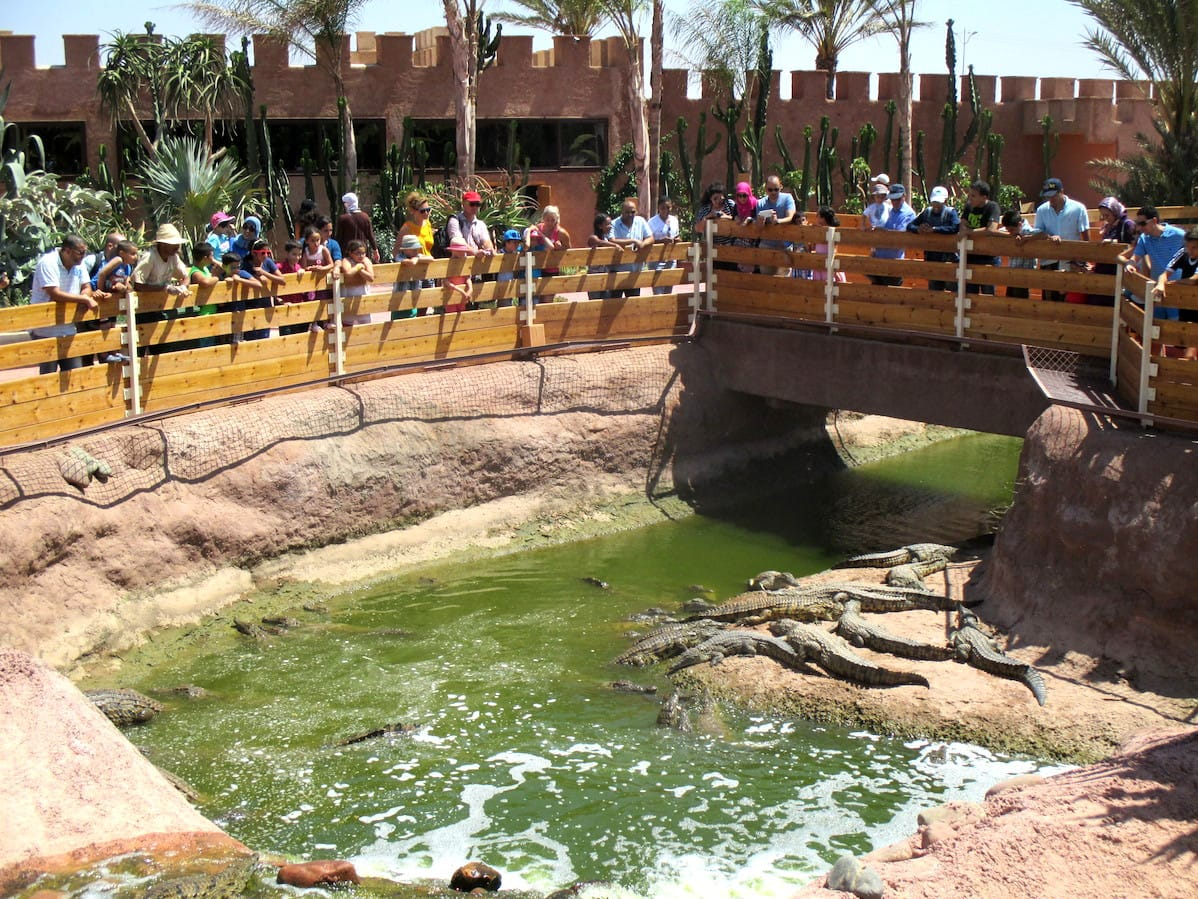
Un des bassins à crocodiles de Crocoparc.

Crocoparc a été créé à l'initiative d'une ancienne famille d'Agadir dont un membre, Luc Fougeirol, expert en reptiles et passionné de crocodiles depuis son plus jeune âge, en est le concepteur. Il a déjà créé, en 1994, La Ferme aux crocodiles de Pierrelatte, premier parc du genre en Europe puis participé à la création de La Planète des crocodiles de Civaux et de la ferme aux crocodiles du parc Djerba Explore de Djerba.
La conception de Crocoparc Agadir a été guidée par la volonté de participer à la sauvegarde du crocodile du Nil, une espèce protégée et de permettre au public, à l'aide de panneaux indicateurs et par la présence d'animateurs, de découvrir l'animal et son mode de vie. Pour le crocodile, c'est une sorte de retour aux sources puisque ce dernier vivait encore au sud du Maroc dans les années 1950-1951. 
Crocoparc est à disposition des scientifiques et étudiants qui, en ayant accès aux différents lieux de vie des crocodiles, notamment à la nurserie, peuvent étudier entre autres la reproduction des crocodiles.

## L'espèce de crocodile pensionnaire et ses lieux de vie
L'espèce de crocodile abritée à Crocoparc est le crocodile du Nil (Crocodylus niloticus), une espèce dont les mâles peuvent atteindre 4 à 6 mètres de long et une tonne.
Les crocodiles ont été ramenés à l'âge de trois ans de la ferme aux crocodiles du parc Djerba Explore en Tunisie où ils ont grandi en plein air. Le climat de Djerba est quasi similaire à celui d'Agadir, ce qui facilita leur acclimatation. Les premiers crocodiles, arrivés en mars 2014, plus d'un an avant l'ouverture du parc, étaient hébergés dans une pépinière proche. 
Crocoparc propose aux crocodiles trois bassins étanches fonctionnant en circuit fermé ; l'eau se déverse dans un bassin supérieur grâce à une cascade de plusieurs mètres de hauteur, poursuit sa route vers un toboggan pour arriver dans un bassin intermédiaire puis finit sa course dans un bassin inférieur. Elle est alors pompée pour retourner à la cascade.
Des terriers de repos aménagés de sorte à garder en permanence une température de plus de 15 °C ont été prévus dans différents endroits du parc. Enfin, sont disséminées dans tout le parc de grandes plages ensoleillés permettant aux crocodiles de se réchauffer ainsi que des zones de sable permettant aux femelles de pondre.

## Un laboratoire/nurserie
Crocoparc a inauguré, le 13 juillet 2016, un laboratoire et une nurserie ouverts aux visiteurs, élèves, scientifiques et enseignants-chercheurs afin de permettre l'éclosion des œufs et le développement des bébés crocodiles.
Le 8 août 2016, naît le premier bébé crocodile de Crocoparc,, un animal dont les dernières espèces avaient disparu du Maroc depuis les années 1950.

## Un jardin botanique composé de 5 espaces thématiques

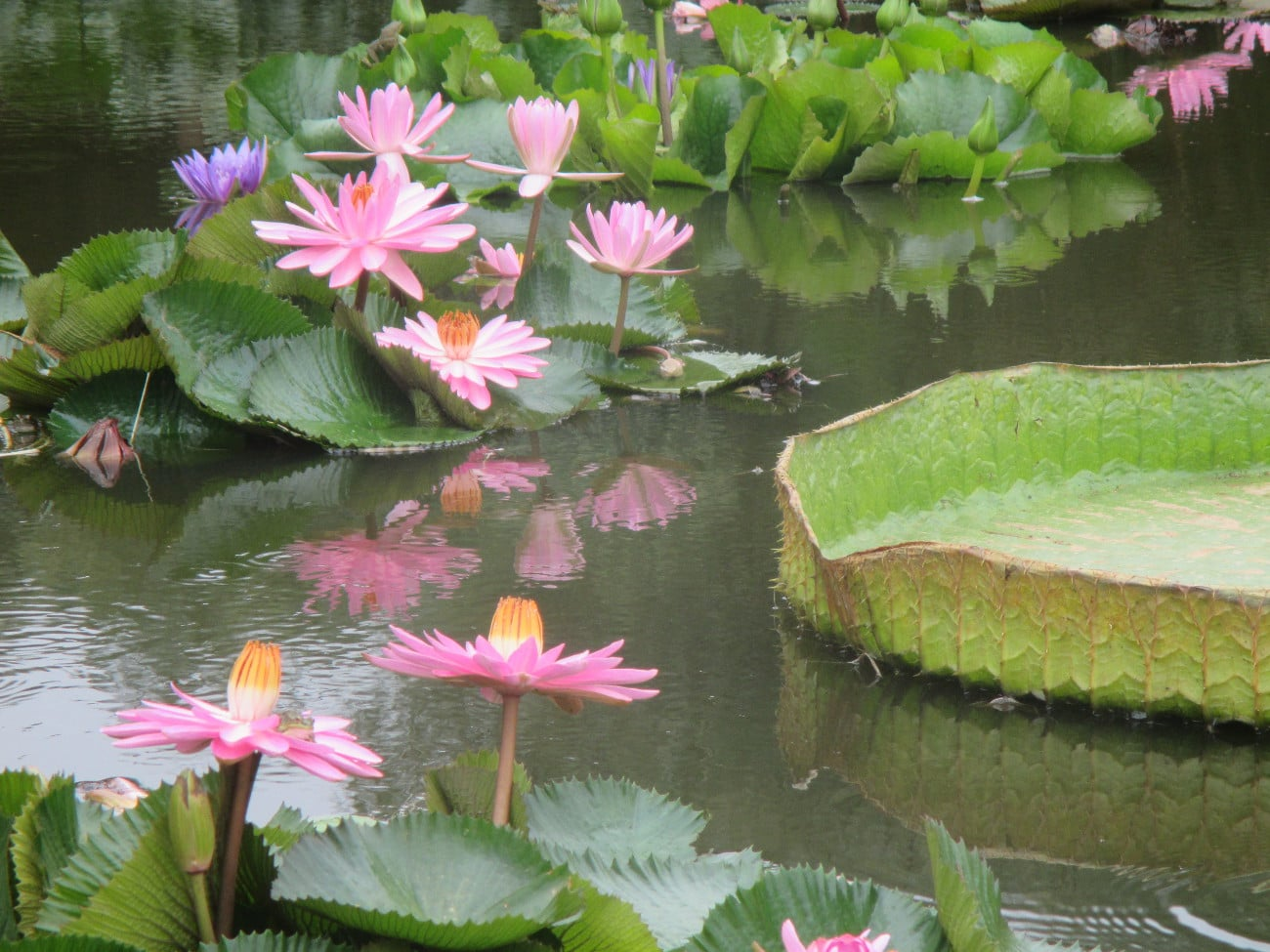
Quelques nénuphars du jardin aquatique de Crocoparc.

Crocoparc comporte un jardin botanique composé de plantes du monde entier. Il est composé de cinq espaces thématiques :
- Le jardin bleu composé de plantes succulentes bleutées, notamment l'Aloe suzannae.
- La place exotique comportant des ficus de plus de cinquante ans.
- Le jardin aquatique, grande collection de nénuphars dont le Victoria cruziana et une allée de papyrus du Nil.
- Un espace tropical avec deux Bellombra (Phytolacca dioica), des bambous géants, des palmiers et broméliacées.
- Le jardin des cactus, composé de cactées, succulentes (Aloès), (Agave sisalana) sur une superficie de plus de 2 000 m2.

## Conférences
En octobre 2016, le docteur Frédéric Pautz, directeur du conservatoire et jardins botaniques de Nancy, a tenu à Crocoparc une conférence tirée de son ouvrage Sur les traces de Bougainville.
En mars 2017, Nicolas Mathevon a tenu à Crocoparc une conférence sur la communication des crocodiles.

## Galerie photos

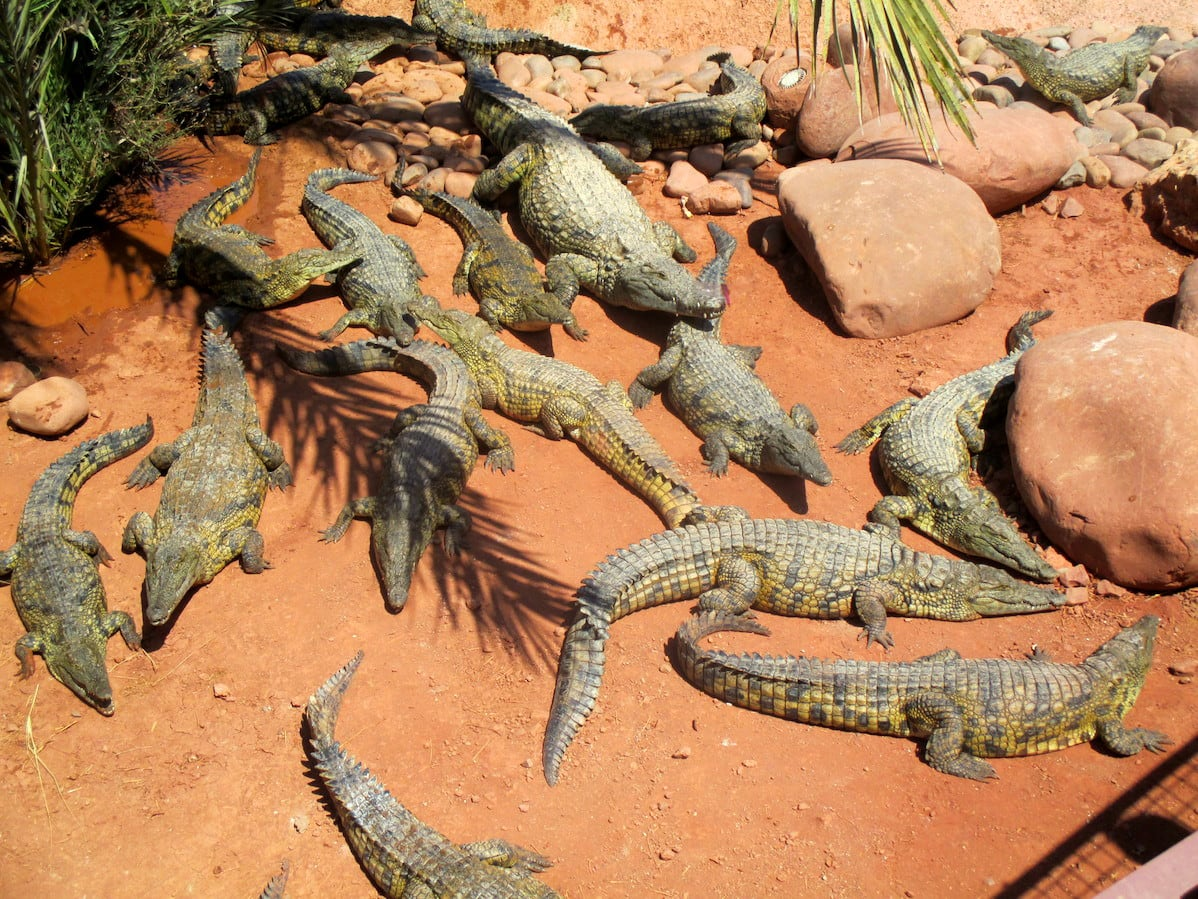
Crocodiles au soleil dans un des espaces du parc.
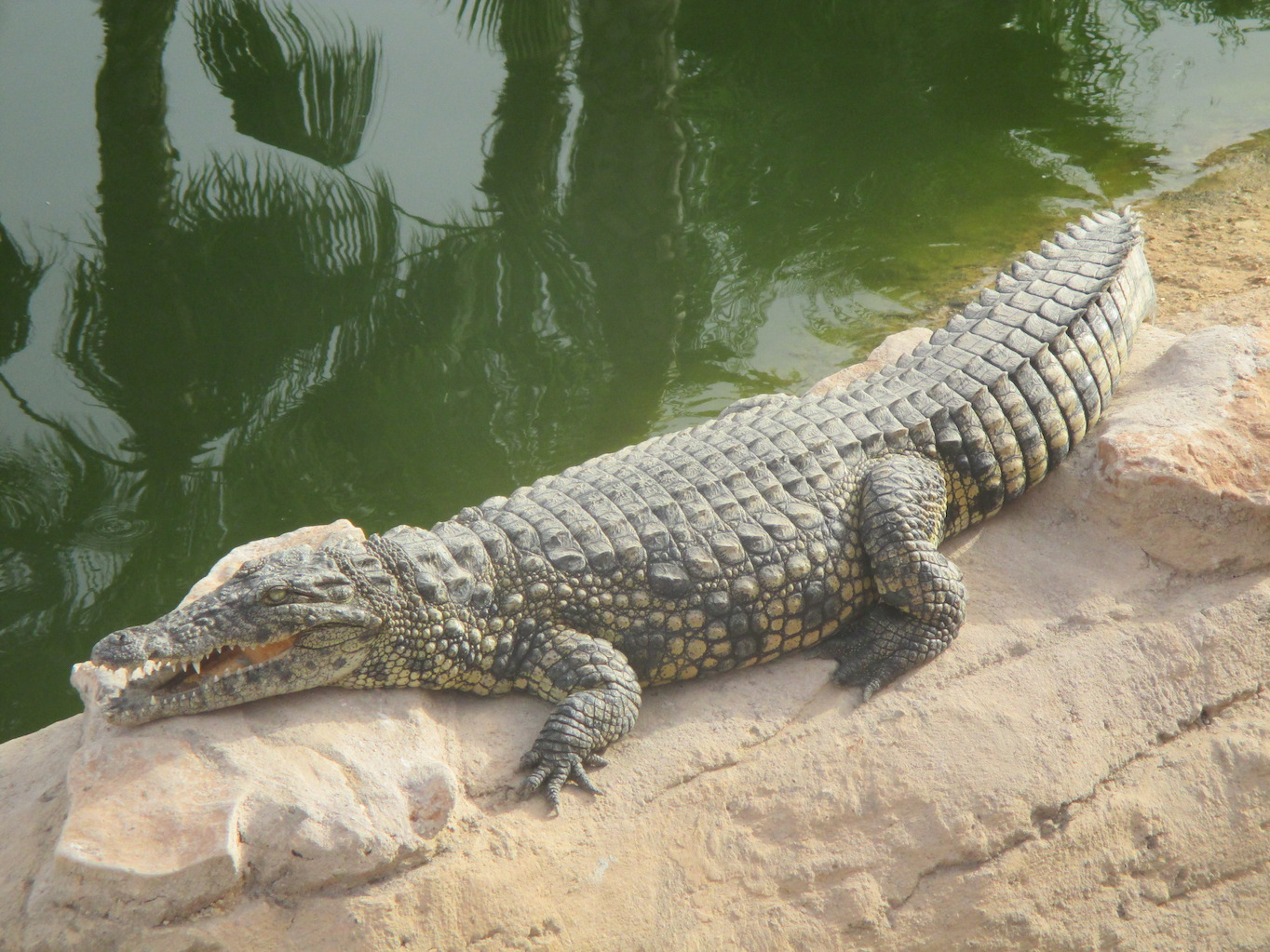
Crocodile du Nil près d'un des trois bassins.
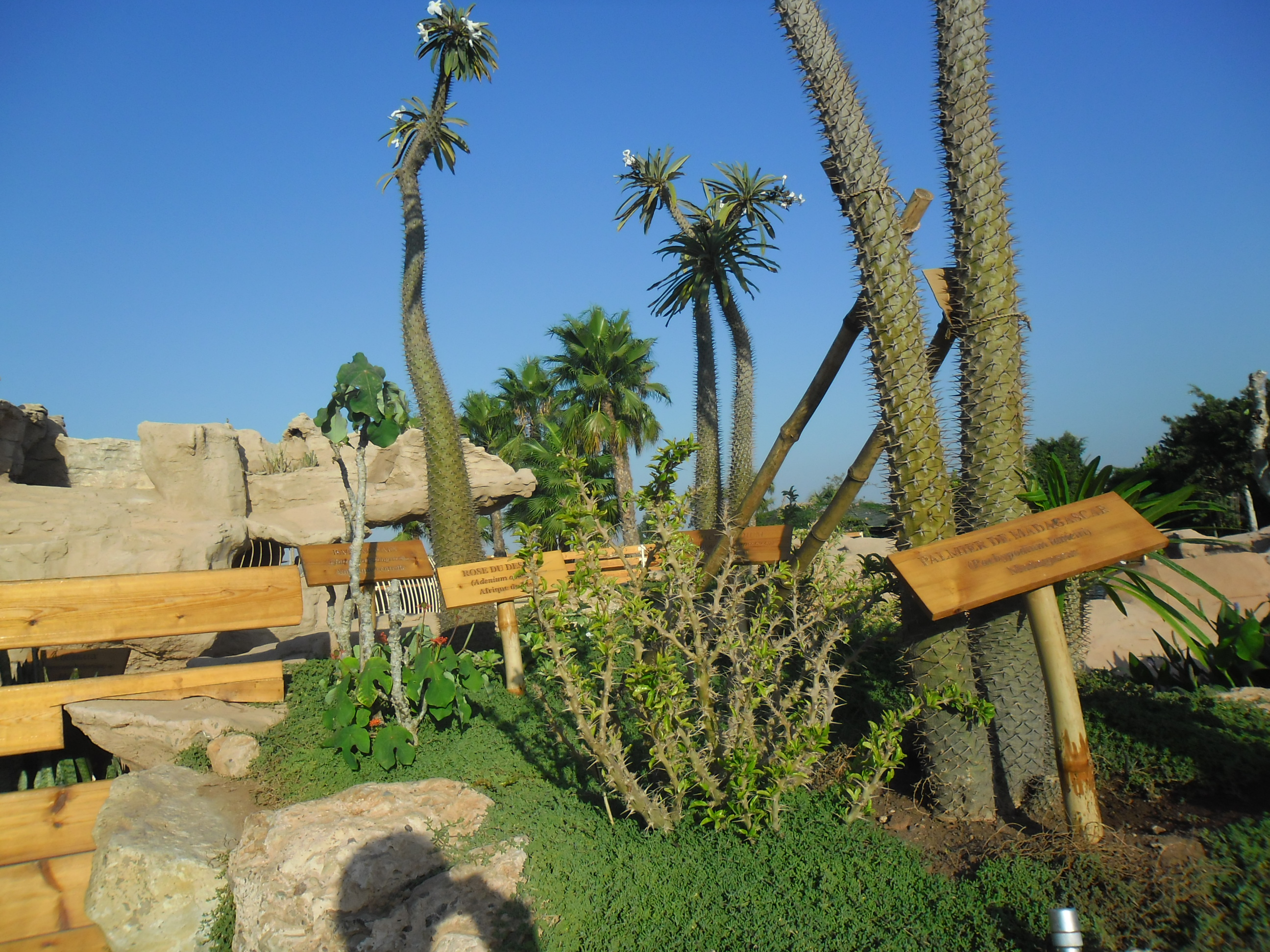
Espèces végétales présentées au parc.
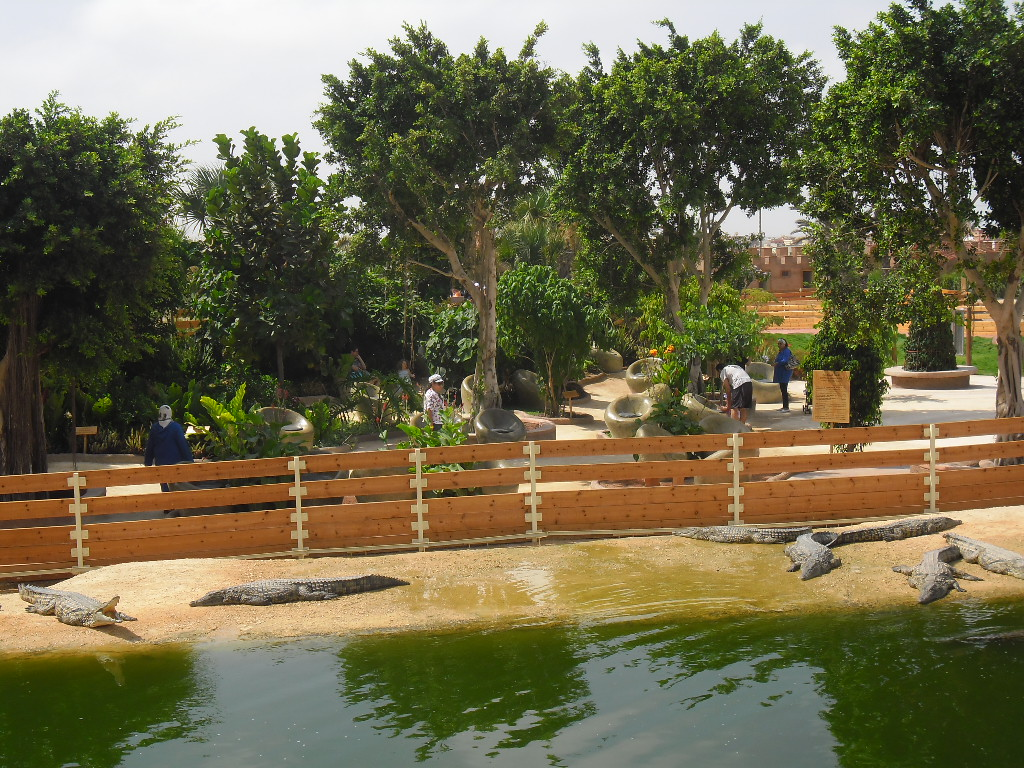
Espaces au soleil pour les crocodiles.
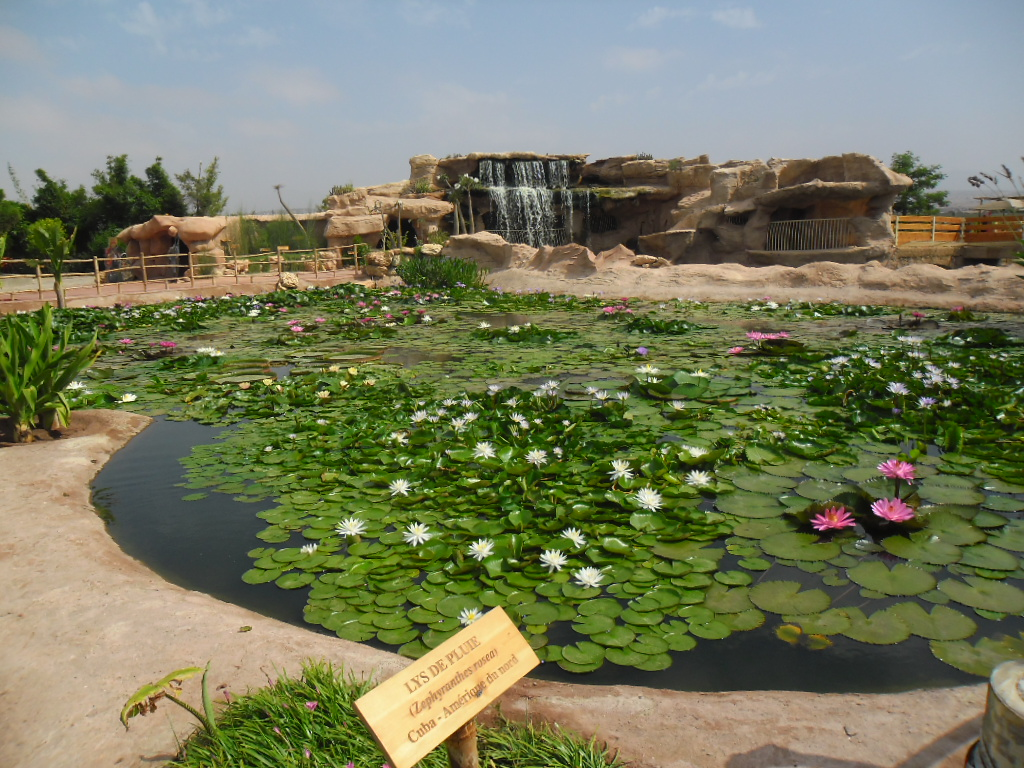
Jardin aquatique et cascade.
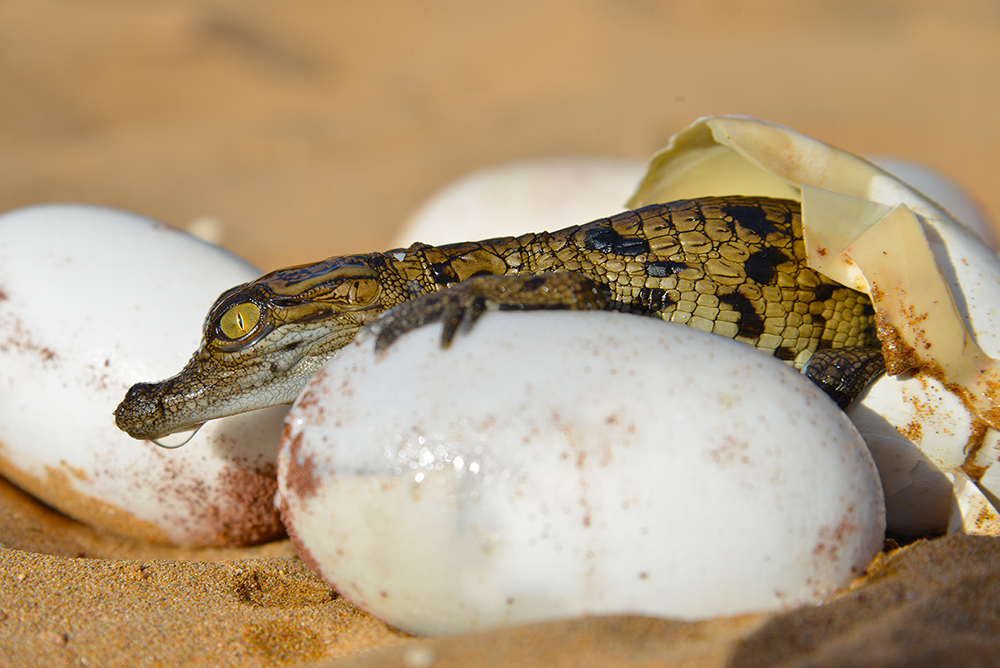
Août 2016 - Première naissance d'un bébé crocodile du Nil à Crocoparc.
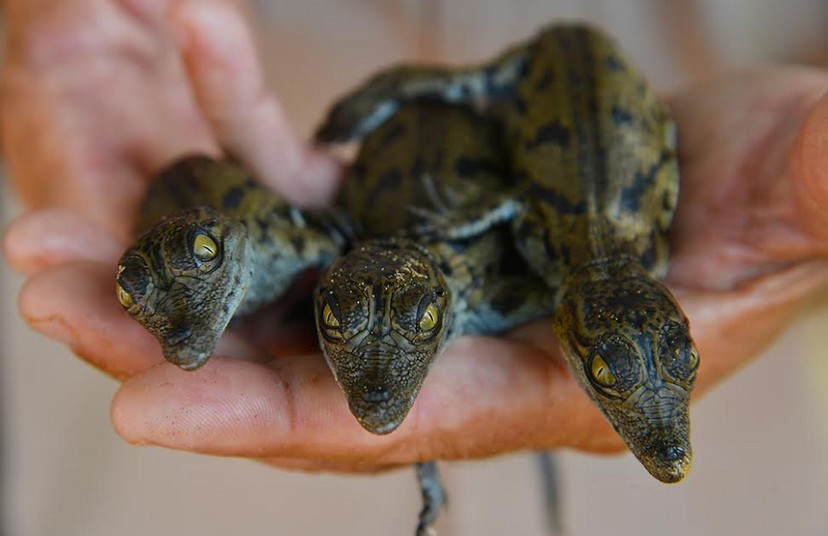
Août 2016 - Naissance des bébés crocodiles du Nil dans le laboratoire de Crocoparc.
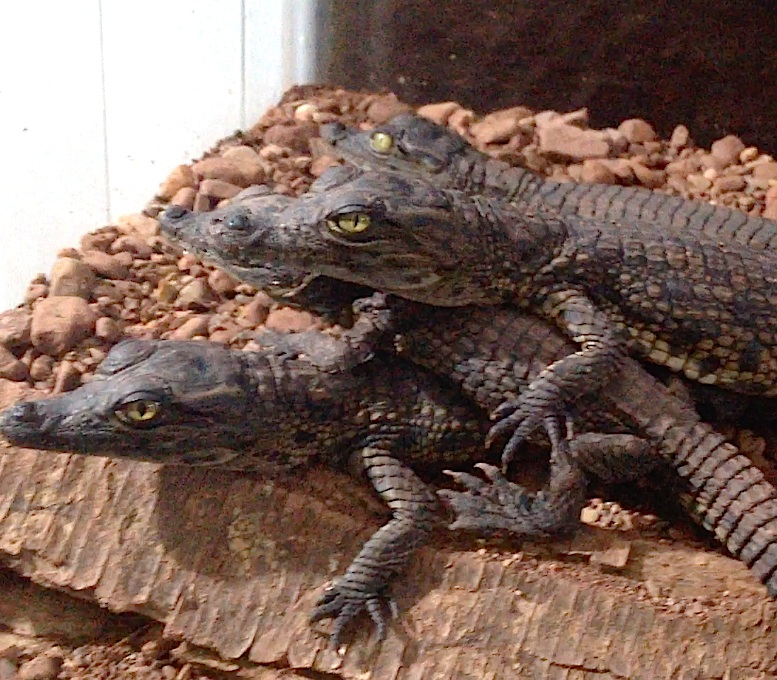
Les bébés crocodiles grandissent au sein du laboratoire de Crocoparc.
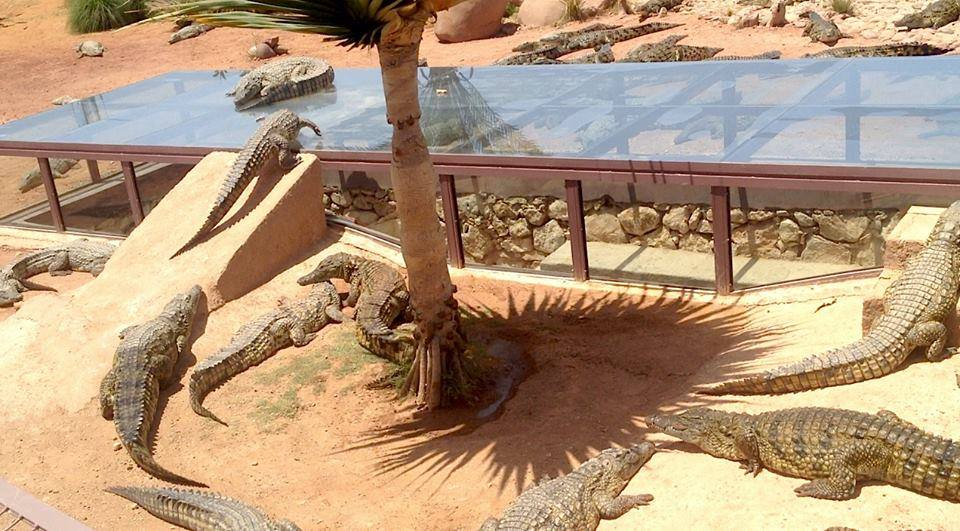
Crocoparc - Les crocodiles du Nil grimpent sur le tunnel de verre.
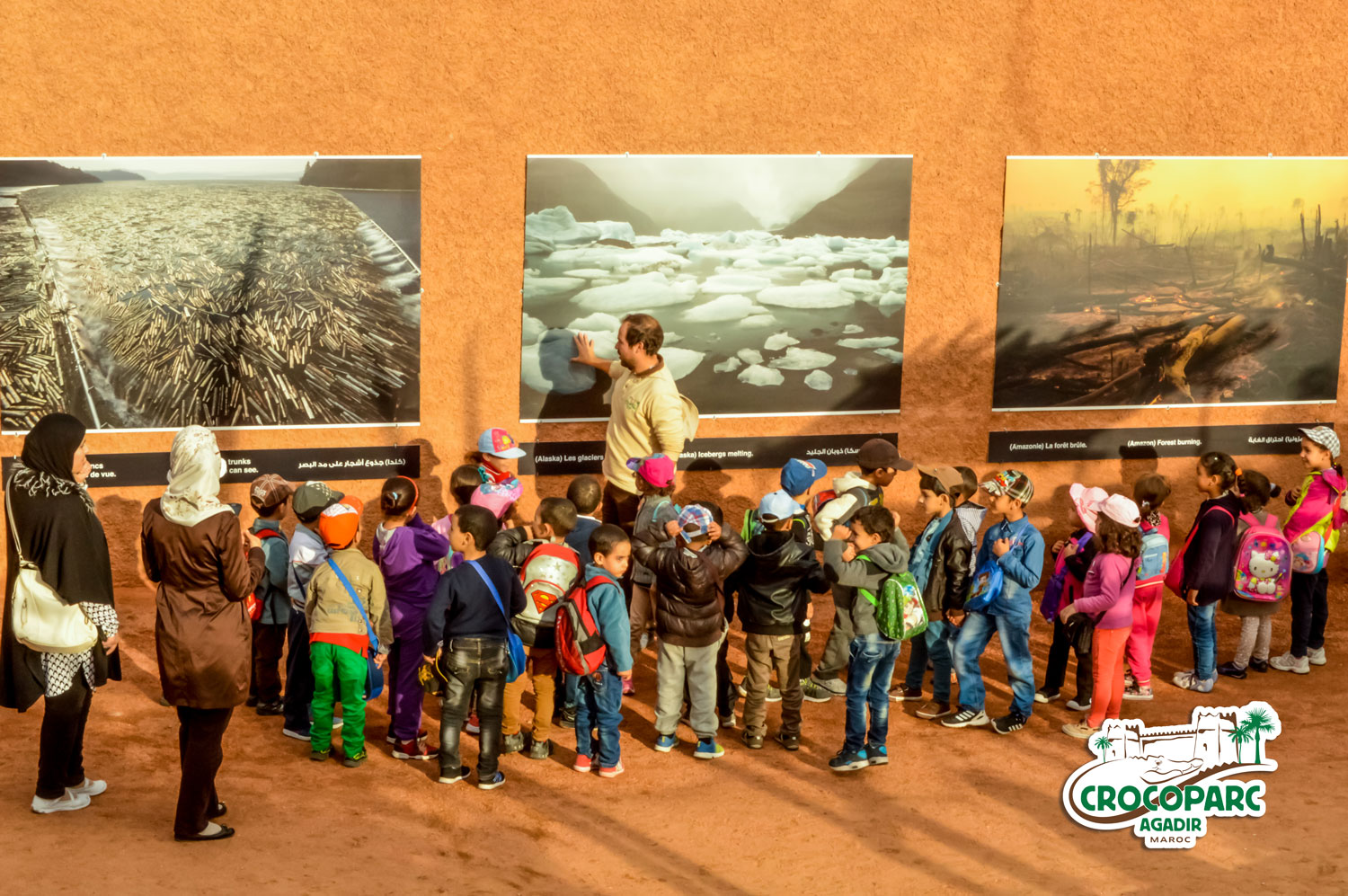
COP 22 au Maroc - Hans Silvester expose « Le Mur de la Réflexion » à Crocoparc[13].
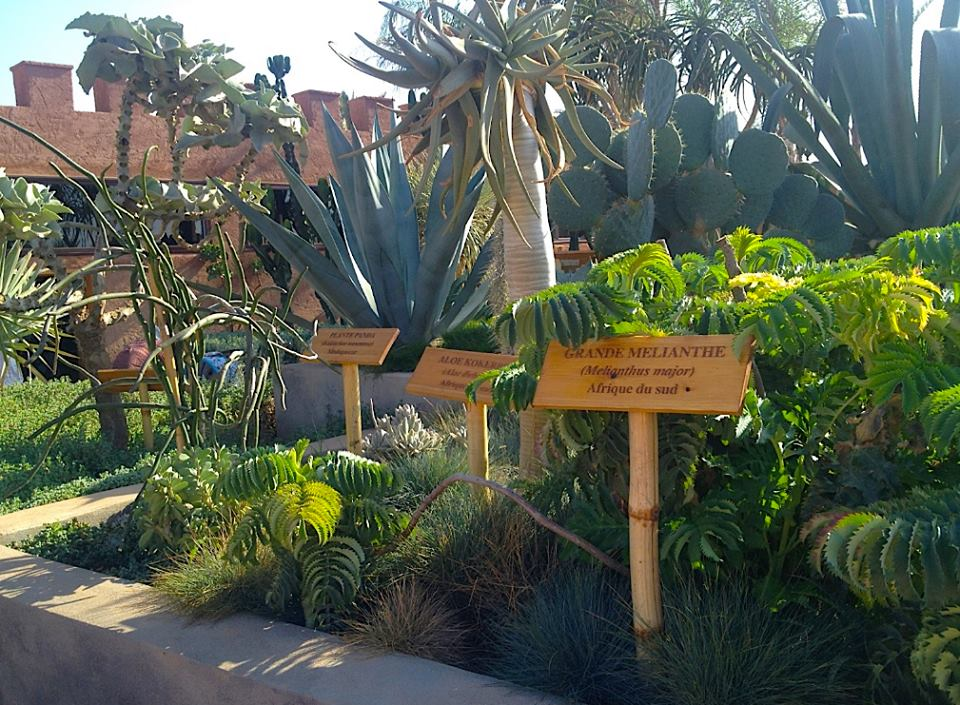
Espèces végétales du monde entier présentes dans le jardin botanique de Crocoparc.
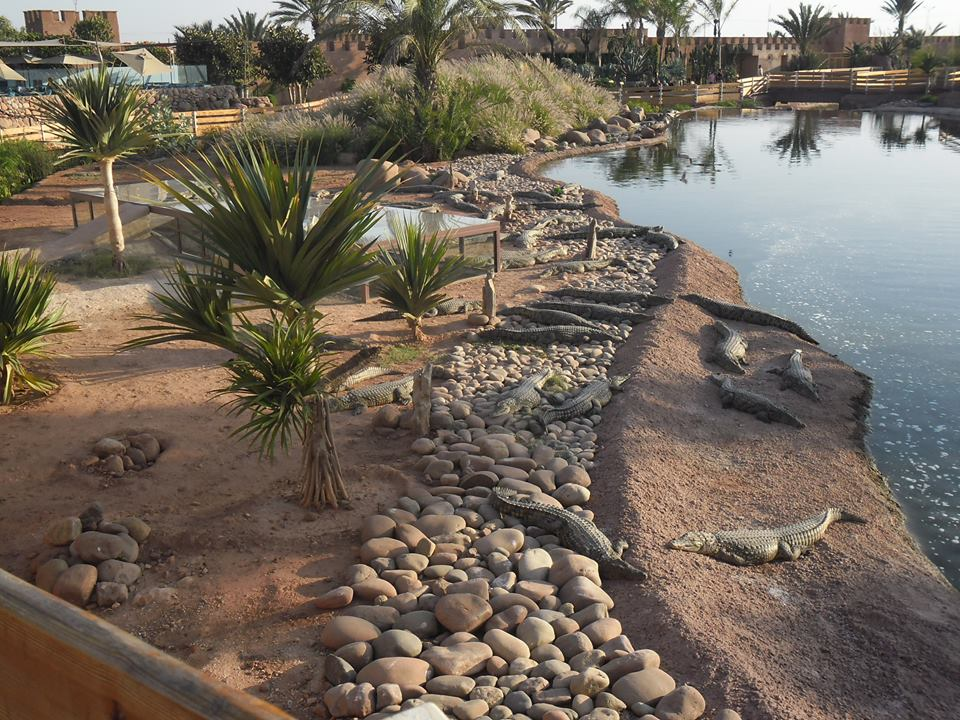
Crocoparc - Vue d'un des bassins avec la végétation environnante.
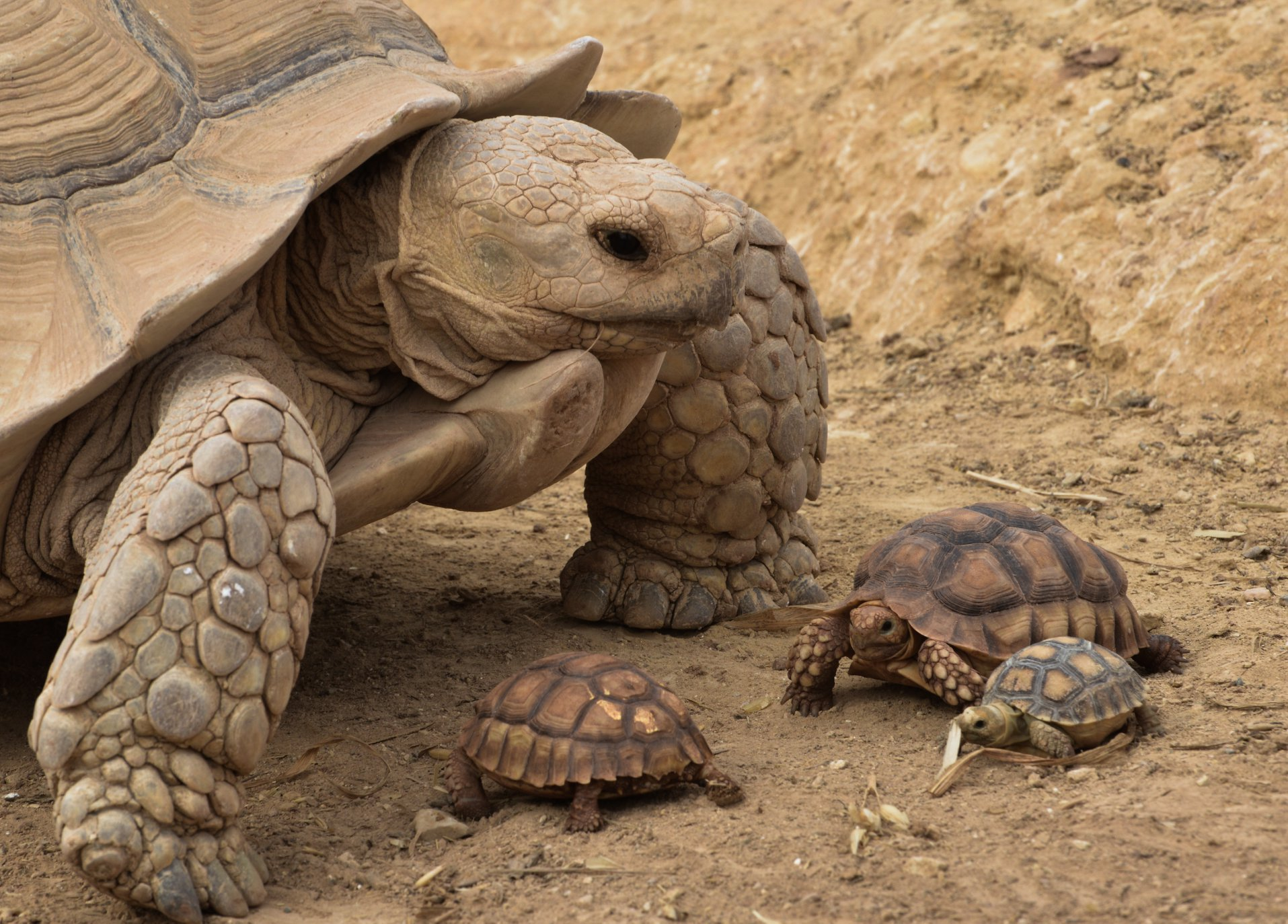
Tortue géante de CROCOPARC Agadir (Centrochelys sulcata).
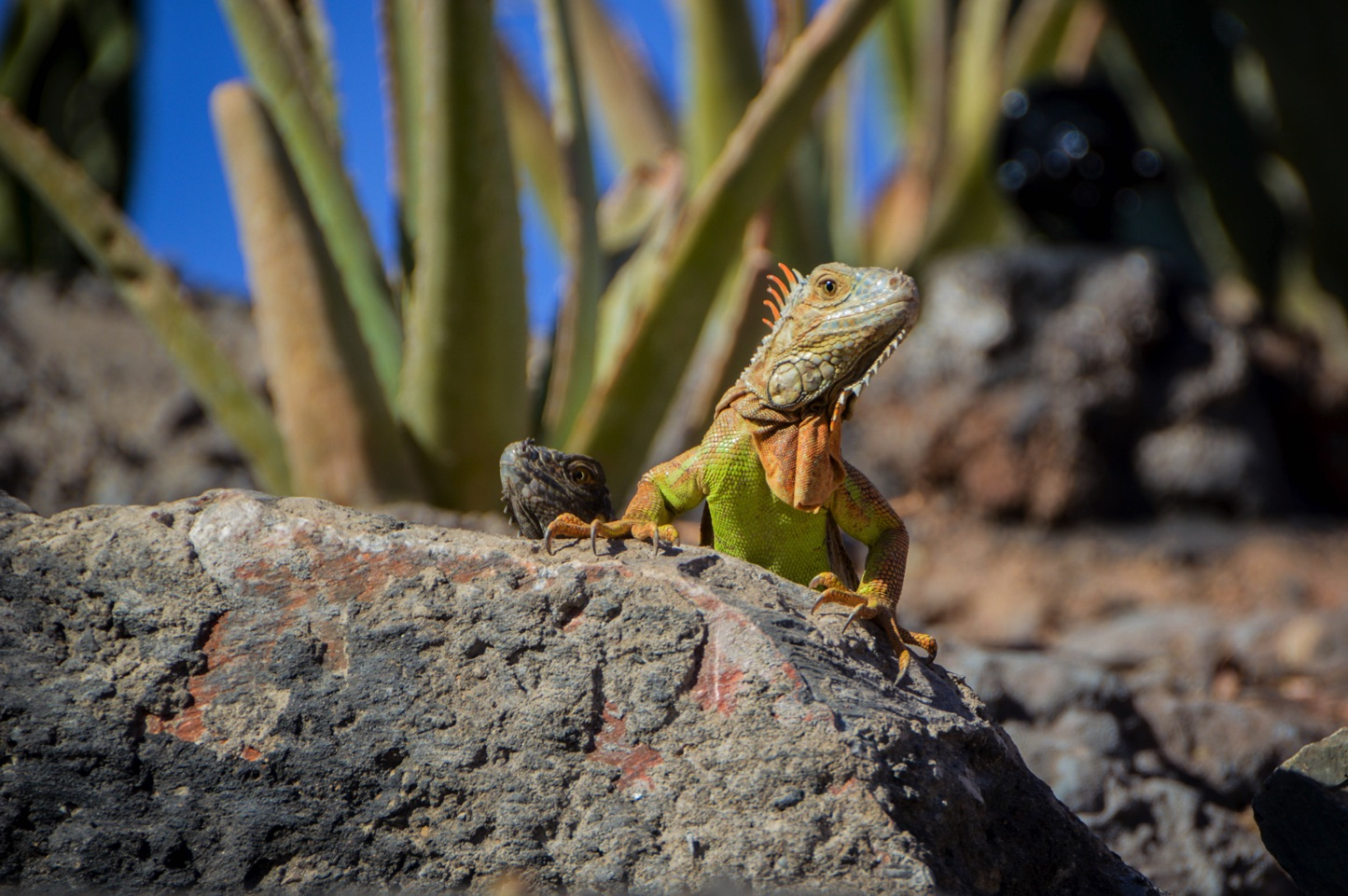
Les iguanes verts (Iguana iguana) présents à Crocoparc.
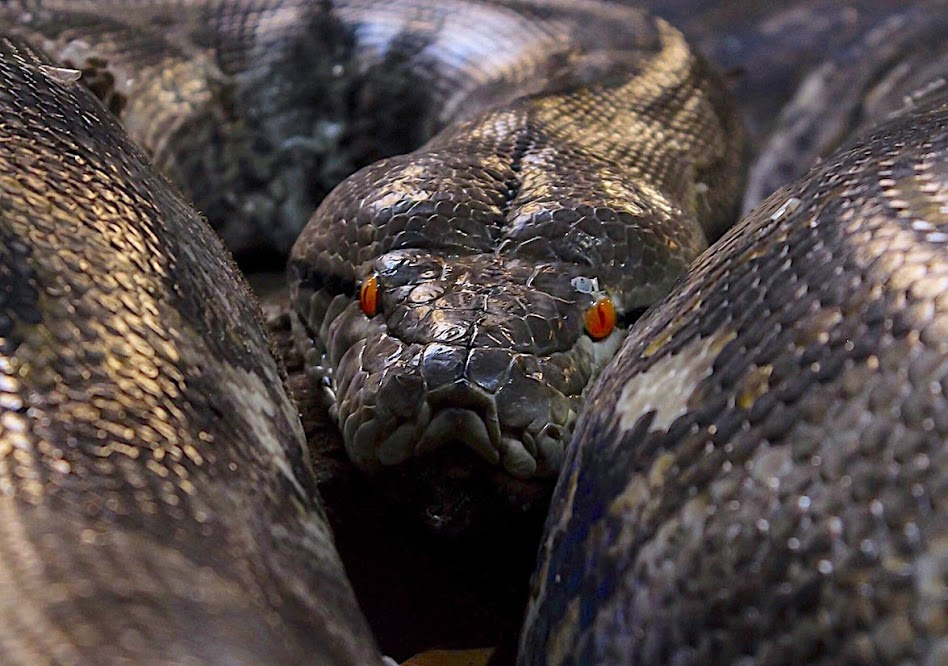
Les Pythons géants et Anacondas de Crocoparc Agadir peuvent atteindre 5 m et peser plus de 100 kg.
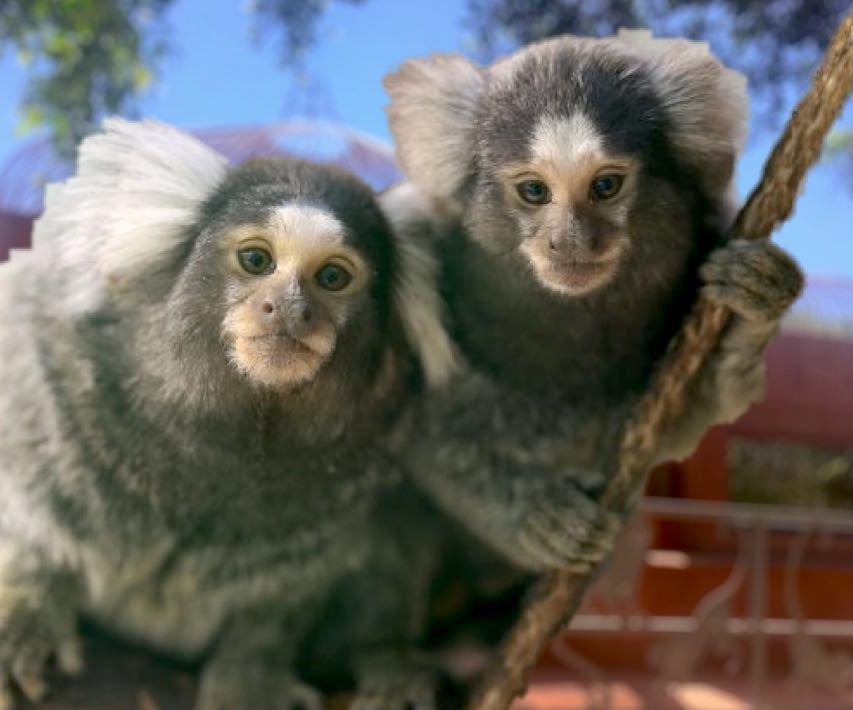
Les Ouistitis à pinceaux blancs (Callithrix jacchus),  sont des petits primates aux touffes de poils blancs (pinceaux) sur les oreilles.